# Pješčarska milava
Pješčarska milava (pješčarski ševar, lat. Calamagrostis arenaria, sin. Ammophila arenaria) e vrsta trajnice iz roda šašuljica, porodica travovki. Raširena je po dijelovima Europe, Azije i sjeverne Afrike.. Raste i u Hrvatskoj.
Postoje dvije podvrste:
- Calamagrostis arenaria subsp. arenaria
- Calamagrostis arenaria subsp. australis (Mabille) Asch. & Graebn.

## Sinonimi
- Ammophila arenaria (L.) Link
- Ammophila arenaria var. arundinacea Husn.
- Ammophila arundinacea Host
- Arundo arenaria L.
- Calamagrostis arenaria subsp. arundinacea Banfi, Galasso & Bartolucci
- Phalaris ammophila Link
- Phalaris maritima Nutt.
- Psamma arenaria (L.) Roem. & Schult.